# 砥上坦
砥上 坦（とがみ ひろし、1897年（明治30年）5月2日 - 没年不明）は、昭和時代前期の台湾総督府官僚、拓務官僚。

## 経歴・人物
福岡県山門郡に生まれる。1925年（大正14年）3月、日本大学専門部政治科を卒業し、福岡県社会部に勤務。
1929年（昭和4年）6月、拓務局に転じ、1939年（昭和14年）拓務理事官に進み、拓務局南洋課勤務を発令される。1941年（昭和16年）1月、台湾総督府地方理事官に進み、高雄州屏東郡守に就任した。